# Pra (Oka)
Pra (rus. Пра) je rijeka u Moskovskoj i Rjazanjskoj oblasti (Središnji savezni okrug, Rusija). Lijevi je pritok Oke, koja je pritok Volge.
Izvire iz jezera Svjatoje, teče kroz Meščerske šume na jug, jugoistok i istok. Smrzava se od kraja studenog do travnja.
Duga je 167 km, s površinom porječja od 5520 km2. Na Pri se nalazi grad Spas-Klepiki.

## Vanjske poveznice
|  | Zajednički poslužitelj ima još gradiva o temi Pra (Oka) |